# Нокът
Вижте пояснителната страница за други значения на Нокът.
Нокът (на латински: unguis) се нарича роговото образувание с епидермисен произход, намиращо се в края на пръстите. видоизменено кожно образувание, изградено от кератин. Ноктите се нуждаят от хранителни вещества и кислород, за да растат нормално.

## Функция
Основната функция е защита на крайните фаланги на пръстите от механични повреди. При животните ноктите служат за оръжие, захващане по повърхности, хващане на плячка, ровене и др.

## Анатомия
|  | 1. A – Нокътна пластина 2. B – Лунула (lunula) 3. C – Корен на нокътя 4. D – Синус (sinus) 5. E – Матрикс (matrix), герминативни клетки 6. F – Нокътно легло 7. G – Живец, хипонихиум (hyponychium) 8. H – Свободна част |

При Човекоподобните нокътят в по-голямата си част е ограден от кожа, а само в предната му част е свободен и надраства пръста, като свободната част при хората трябва да се оформя периодично. Частта от кожата, която обикаля нокътя, и свързва повърхността му с останалата кожа се нарича кутикула. Нейната основна функция е да защити от проникване на болестотворни микроорганизми между нокътя и кожата.
Нокътят има тяло и корен. Коренът е задната му част намираща се под кутикулата. Малката по-бледа част от корена се нарича лунула, тъй като наподобява полумесец, и понякога се показва пред кутикулата.
Матриксът, където се извършва деленето на клетките, се намира под кожата. Тези клетки се наричат герминативни.
От корена започва нокътната пластинка, която е съставена от епителни клетки, на базата на кератин – особен вид влакнест белтък с твърда структура, който участва в изграждането и на космите, вълната, рогата и копитата. Кератинът е богат на аминокиселината цистеин, в чиито строеж участва и микроелемента сяра. Освен кератин ноктите съдържат 10 – 20% други компоненти, като вода и липиди (придаващи еластичност и блясък) и микроелементи, като калций, хром, фосфор, селен, цинк и желязо, които придават здравина.
Нокътната пластина няма нервни окончания и затова премахването ѝ е безболезнено, но когато е на цялата свободна част се оставя чувствителният живец без защита. Видимата част на нокътя при хората и приматите представлява около 2/3 от целия нокът, като нокътят расте само по дължина.
При някои бозайници (например семействата Котки и Кучета) ноктите растат на конусовидни люспи с формата на самия нокът, които израстват и падат през определен период.
По ска̀лата на Моос, показваща относителната твърдост на различни минерали, нокътят има абсолютна твърдост 2½, което го прави по твърд от талка (1) и гипса (2), но по-мек от калцита (3). Диамантът е най-твърд с 10.

## Растеж на ноктите
Ноктите растат постоянно, но по-бавно от косата. Ноктите на ръцете са по-тънки и растат по-бързо от тези на краката. Ноктите не растат равномерно на всички пръсти, като тези на доминиращата ръка растат по-бързо. За една седмица космите на косата нарастват с 1 mm, а ноктите на краката с 0,25 mm. Пълното обновяване на нокътната пластинка се извършва за около половин година. Ноктите на жените растат по-бавно от на мъжете, освен по време на бременност, тъй като хормоналният баланс на организма в юношеска възраст, бременност и менструация влияе и на растежа на ноктите. Директното влияние върху нокътя, каквото се получава при постоянен натиск или при вредния навик на гризане на ноктите води до по-бързо нарастване. Забавянето на растежа на ноктите се получава с напредване на възрастта, както и при непълноценно хранене и поемане на по-малко мазнини, белтъчини и витамини или при нарушение в кръвообръщението и обмяната на веществата.
Грижата за ноктите и правилното им изрязване предотвратява заболяването им. Ноктите на краката се режат прави, над нивото на кожата, без да се заоблят в ъглите.

## Заболявания

### Врастване
Врастването на нокът, наречено още онихокриптоза (onychocryptosis) или унгвис инкарнатус (unguis incarnatus), представлява растеж на ръба на нокътя вътре в околната мека тъкан на пръста, която се разкъсва и позволява навлизане на бактерии, водещо до възпаление. Най-често е засегнат палеца на ходилото от външната страна, но е възможно врастването да е от двете страни, както и на други пръсти.
Заболяването засяга най-често младежи, а по-рядко девойки, бебета и малки деца. Възможно е и вроден врастнал нокът. Колкото е по-млад човек, толкова нокътят и кожата му са по-меки, което улесняава лечението.

#### Причинители
Врастнал нокът може да се причини от един или няколко фактора:
- голямо натоварване на пръстите на краката (при спортове като тенис, футбол);
- травма;
- неудобни обувки;
- неправилно рязане на ноктите;
- лоша хигиена на краката;
- лоша походка;
- фамилна обремененост;
- инфекция.

#### Симптоми
Тичините оплаквания при врастнал нокът са:
- болка;
- зачервяване;
- дискомфорт;
- оток;
- нагнояване(секреция);
- кървене;
- втвърдяване на кожата в близост.

За да огранични възпалението, организмът отлага съединителна тъкан около инфектираната зона и се получава характерното израстване на кожа и мека тъкан върху нокътя. В част от случаите възниква вторично гъбично възпаление.

#### Лечение
- Консервативно (неоперативно) –антибактериално или антибиотично лечение, съчетано с добра хигиена и удобни обувки.

Възможно е и създаване на подходящи условия за правилно израстване на нокътя, като се подложи стерилна марля, памук и др.
- Хирургично (оперативно) – отстраняване под упойка на страната на нокътя в дълбочина, заедно с герминативния слой в основата. При по-тежки случаи се налага изрязване и на част от съседните кожа и меки тъкани, а в редки случаи отстраняване на нокътя нацяло.

- Алтернативно – химично унищожаване на герминативните клетки с фенол или негови производни. Предлага по-малък дискомфорт и бързо възстановяване, но са възможни рецидиви. Подобно лечение е лазерната или електрокаутеризацията.

### Инфекции
Според доц. Жана Казанджиева половината от нокътните дистрофии са причинени от гъбички, а останалите – от плесени, бактерии или други дерматологични заболявания.
Гъбичните инфекции са 18 – 40% от всички болести на ноктите. Гъбичките причиняват промяна в цвета, задебеляване и деформиране на ноктите. Днес се смята, че от това заболяване страда 16% от населението в Европа, като процентът на инфектираните се увеличава с възрастта. При хора над 70 години вероятността да бъдат заразени е 50%. Не всеки е предразположен към гъбична инфекция. Проучванията показват, че риск има най-вече при хора с нарушен имунитет, диабет и съдови нарушения на крайниците, както и излагането на продължителната влажна среда. Гъбичките засягат по-често ноктите на краката, поради по-бавния им растеж, по-лошото кръвоснабдяване и неподходящи обувки. Ноктите на ръцете също може да се инфектират, особено при често мокрене.
При гъбична инфекция ноктите губят лъскавината си и променят цвета си в кафяво, жълто или бяло. Нокътната плочка е трошлива, рони се или е силно задебелена.
Лечението е чрез специални противогъбични препарати и лакове за нокти. Съчетано с вътрешен прием на медикаменти при по:тежки случаи. Модерен метод е лечението чрез лазер.

### Неспецифични заболявания
Състоянието на ноктите е показателно за здравословното състояние на целия организъм. Промените в тяхната нормална форма, повърхнина или растеж показват неблагоприятни процеси в тялото, известни от древността в много етноси и култури. Според американския дерматолог д-р Джулия Дзъ от Нюйоркския медицински център, ноктите подсказват 7 възможни проблема:

#### Обезцветяване
Обезветяване или бледност сочи промяна в нокътната плочка. Появата им е свързана с ранно развитие на меланом на нокътната плочка. Препоръчва се преглед от онколог.

#### Пожълтяване
Жълтеникав оттенък се получава в начален стадий на псориазис, както и при възникващи проблеми с черния дроб.
Пожълтяването е свързано и с честата употреба на лак за нокти, който не позволява на нокътя „да диша“.

#### Сивеене
Сивеещите нокти са свързани с цианозата. Това състояние се получава при ниско ниво на хемоглобина или на кислорода в кръвта (хипоксия), заради проблеми с кръвообращението или дихателната система.

#### Левконихия
Малките бели петна по нокътя се наричат левконихия. Те са с различна форма и са обичайни при леки травми на нокътя.
Хоризонтални бели ивици може да сочат и проблеми с бъбреците.
При най-тежките форми е възможно побеляване на целия нокът.

#### Набраздяване
Напречните бразди по плочките и малките вдлъбнатини по повърхността на ноктите подсказват продължителен стрес, нарушение в обмяната на веществата или травма на ноктите.

#### Надлъжни линии
Срещат се обикновено при възрастни хора в резултат на геронтологични изменения в организма, но при млади хора означава, че не приемат достатъчно течности.

#### Онихорексис
Онихорексис се нарича състоянието, при което ноктите стават чупливи и разслояващи се. То подсказва недостиг на витамините A, E и D, и минералите желязо и цинк. Същевременно алармира и за проблеми с ендокринната и сърдечносъдовата система, както и вероятен диабет.